# Filippo Ugoni
Filippo Ugoni (Brescia, 11 novembre 1794 – Brescia, 12 marzo 1877) è stato un politico italiano.

## Biografia
Fratello di Camillo, fu deputato del Regno di Sardegna nella VII legislatura, venendo riconfermato anche nella successiva VIII legislatura, la prima del Regno d'Italia.